# Ga Munjeong
Ga Munjeong (Tiếng Hàn: 문정역, Hanja: 文井驛) là ga tàu điện ngầm trên Tàu điện ngầm Seoul tuyến 8 ở Munjeong-dong, Songpa-gu, Seoul. Một khu trung tâm mua sắm có cùng tên nằm gần đó.

## Lịch sử
- 23 tháng 11 năm 1996: Bắt đầu hoạt động với việc khai trương đoạn Jamsil ~ Moran của Tàu điện ngầm Seoul tuyến 8.
- 30 tháng 10 năm 2014: Thi công lắp đặt thang cuốn lối ra 2
- 8 tháng 1 năm 2016: Thang cuốn lối ra 2 mở
- Tháng 3 ~ 15 tháng 5 năm 2017: Xây dựng lối đi kết nối Culture Valley (Lối ra 3 đóng lại từ ngày 28 tháng 4 đến ngày 15 tháng 5)

## Bố trí ga
| Chợ Garak ↑ |
| \| N/B      |
| ↓ Jangji    |

| Hướng Bắc | ●Tuyến 8 | ← Hướng đi Chợ Garak · Jamsil · Cheonho · Byeollae    |
| Hướng Nam | ●Tuyến 8 | → Hướng đi Jangji · Bokjeong · Dandaeogeori · Moran → |

## Xung quanh nhà ga
| Lối ra \| 나가는 곳 \| Exit \| 出口 | Lối ra \| 나가는 곳 \| Exit \| 出口 |
| ----------------------------------- | --- |
| 1                                   | Munjeong 1-dong · Trung tâm cộng đồng Munjeong 1-dong Rodeogeori Hanshin APT                                                                                            |
| 2                                   | Trường tiểu học Munjeong Trường trung học cơ sở Munjeong Trường tiểu học Mundeok Geonyoung APT Munjeong Prugio APT (1 và 2)                                             |
| 3                                   | Tòa án quận Đông Seoul · Văn phòng công tố quận Đông Seoul Hướng đi Seongnam Tổng công ty Trợ giúp Pháp lý Hàn Quốc Chi nhánh phía Đông Seoul Trại giam phía Đông Seoul |
| 4                                   | Munjeong 2-dong Hướng tới Chợ Garak · Trung tâm thương mại Garak Olympic Family APT                                                                                     |